# Syrphus calceata
Syrphus calceata är en tvåvingeart som först beskrevs av Sack 1926.  Syrphus calceata ingår i släktet solblomflugor, och familjen blomflugor.
Artens utbredningsområde är Filippinerna. Inga underarter finns listade i Catalogue of Life.